# Liposcelis nigra
Liposcelis nigra är en insektsart som först beskrevs av Banks 1900.  Liposcelis nigra ingår i släktet Liposcelis och familjen boklöss. Inga underarter finns listade i Catalogue of Life.